# Hiroyuki Itō
Hiroyuki Itō (伊藤 裕之 Itō Hiroyuki?) es un director, escritor de escenarios, músico de efectos de sonido y diseñador japonés que trabaja para Square Enix, más conocido por su trabajo en la serie de videojuegos de rol Final Fantasy.
Inicialmente trabajó en debuggeo y en los efectos de sonido para los primeros tres juegos de la serie Final Fantasy, pero su trabajo se hizo más prominente en Final Fantasy IV, donde creó uno de los recursos más duraderos de la serie, el sistema de combate Active Time Battle. Luego, trabajó de diseñador de varios elementos de la serie, incluyendo el sistema de Jobs en Final Fantasy V, el sistema de Espers de Final Fantasy VI, y el sistema de Junction y el juego de cartas Triple Triad de Final Fantasy VIII. También fue codirector de Final Fantasy VI junto a Yoshinori Kitase y director de Final Fantasy IX. 
Uno de sus últimos trabajos fue reemplazar a Yasumi Matsuno como director en Final Fantasy XII junto a Hiroshi Minagawa, tras dejar el primero el proyecto.

## Trabajos
- The World Ends With You: codirector
- Rad Racer 2: Diseñador
- Final Fantasy: Debugger
- Final Fantasy II: Debugger
- Makaitoushi SaGa: Escritor de escenarios
- Square's Tom Sawyer: Diseñador
- Final Fantasy III: Efectos de sonido
- Final Fantasy IV: Diseñador de batallas, diseñador del sistema Active Time Battle
- Final Fantasy V: Diseñador de batallas, diseñador del sistema de Job/Abilities
- Final Fantasy VI: Director (junto a Yoshinori Kitase), diseñador del sistema de Esper
- Chrono Trigger: Planificador de eventos
- Final Fantasy Tactics: Diseñador
- Final Fantasy VIII: Diseñador de batallas, diseñador del juego de cartas, diseñador de Chocobo World
- Final Fantasy IX: Director, diseñador, concepto original de Tetramaster
- Hataraku Chocobo: Diseñador
- Kingdom Hearts: Chain of Memories: Programador principal
- Final Fantasy XII: Director, diseñador principal
- Final Fantasy XII International Zodiac Job System: Director, productor

- Datos: Q2587127